# Локреј
Локреј (енгл. Loughrea, ир. Baile Locha Riach) је град у Републици Ирској, у западном делу државе. У саставу је округа Голвеј, где представља четврти по величини град и важно средиште његовог јужног дела.

## Природни услови
Град Локреј се налази у средишњем делу ирског острва и Републике Ирске и припада покрајини Конот. Град је удаљен 180 километара западно од Даблина. 
Локреј је смештен у равничарском подручју западнеИрске. Надморска висина средишњег дела града је око 45 метара.
Клима: Клима у Локреју је умерено континентална са изразитим утицајем Атлантика и Голфске струје. Стога град одликује блага и веома променљива клима.

## Историја
Подручје Локреја било је насељено већ у време праисторије. Дато подручје је освојено од стране енглеских Нормана у крајем 12. века.
Локреј је рано постао град захваљујући оближњим рудницима. 1263. године добио градска права.
Град је од 1921. године у саставу Републике Ирске. Опоравак града започео је тек последњих деценија, када је забележен нагли развој и раст.

## Становништво
Према последњим проценама из 2016. године Локреј је имао нешто преко 5,5 хиљада у широј градској зони. Последњих година број становника у граду се повећава.

## Привреда
Локреј је био традиционално трговиште, а овај обичај је задржан и дан-данас. Последњих деценија градска привреда се махом заснива на савременим технологијама.

## Збирка слика
- Римокатоличка Црква Св. Брендана
- Стара и нова капела на гробљу
- Нови део Локреја